# 梵輔天
梵輔天（ぼんほてん　梵：Brahmapurohītā）は、三界のうち、色界18天の下位から数えて第2番目の天。色界第一禅（初禅）の第2番目の天。
『順正理論』は、「於大梵前、行列侍衛、故名梵輔。」（梵天の手前の天には、護衛たちが居並んでいる。そのため梵輔天と言う。）と説明する。
梵天は中央の高処に居住しているが、行幸する時はこれらの天衆が常に必ず前行をなし、その利益を念ずという。
『雑阿毘曇心論』『彰所知論』は、この天での天部の身長が1由旬、寿命が1劫とする。また『仏説立世阿毘曇論』は、寿命を40小劫とする。
上部の大梵天と下部の梵衆天の間に位置する天。